# Verdrag van Acilisene
Het Verdrag van Acilisene was een verdrag tussen het Oost-Romeinse en het Perzische Rijk, waarbij Armenië werd verdeeld. Het exacte jaar waarin het verdrag werd gesloten is niet duidelijk. Het jaartal ligt in ieder geval tussen 384 en 390, waarschijnlijk in 387.
Door het verdrag werd het westelijke deel een onderdeel van de Romeinse provincie Armenia Minor, terwijl het oostelijke deel een zelfstandig koninkrijk binnen het Perzische Rijk bleef tot 428.